# Strofa dziewiętnastowersowa
Strofa dziewiętnastowersowa – forma stroficzna, składająca się z dziewiętnastu linijek, połączonych różnymi układami rymów i nierzadko wyodrębniona refrenem. Podobnie jak inne strofy o długości większej od decymy, strofy dziewiętnastowersowe występują rzadko.
Strofę dziewiętnastowersową zastosował w jednej z ód z cyklu Pieśni najwybitniejszy włoski romantyk Giacomo Leopardi.
Perché i celesti danni
ristori il Sole, e perché l’aure inferme
Zefiro avvivi, onde fugata e sparta
delle nubi la grave ombra s’avvalla;
credano il petto inerme
gli augelli al vento, e la diurna luce
novo d’amor desio, nova speranza
ne’ penetrati boschi e fra le sciolte
pruine induca alle commosse belve;
forse alle stanche e nel dolor sepolte
umane menti riede
la bella etá, cui la sciagura e l’atra
face del ver consunse
innanzi tempo? Ottenebrati e spenti
di Febo i raggi al misero non sono
in sempiterno? ed anco,
Primavera odorata, inspiri e tenti
questo gelido cor, questo ch’amara,
nel fior degli anni suoi, vecchiezza impara?
(Alla primavera, o delle favole antiche)
Strofę dziewiętnastowersową można odnaleźć w utworze angielskiego renesansowego poety Edmunda Spensera Epithalamion.
Bring with you all the Nymphes that you can heare
Both of the rivers and the forrests greene:
And of the sea that neighbours to her neare,
Al with gay girlands goodly wel beseene.
And let them also with them bring in hand
Another gay girland
For my fayre love of lillyes and of roses,
Bound truelove wize with a blew silke riband.
And let them make great store of bridale poses,
And let them eeke bring store of other flowers
To deck the bridale bowers.
And let the ground whereas her foot shall tread,
For feare the stones her tender foot should wrong
Be strewed with fragrant flowers all along,
And diapred lyke the discolored mead.
Which done, doe at her chamber dore awayt,
For she will waken strayt,
The whiles doe ye this song unto her sing,
The woods shall to you answer and your Eccho ring.